# Jolúcar
Jolúcar es una entidad de población española del municipio de Gualchos, perteneciente a la provincia de Granada, en la comunidad autónoma de Andalucía.

## Historia
Hacia mediados del siglo XIX, el lugar, ya por entonces perteneciente a Gualchos, tenía contabilizada una población de 265 habitantes. Aparece descrito en el noveno volumen del Diccionario geográfico-estadístico-histórico de España y sus posesiones de Ultramar de Pascual Madoz con las siguientes palabras:

JOLUCAR: l. agregado al ayunt. de Gualchos, de cuya pobl. dista 1/2 hora corta, en la prov., aud. terr., c. g. y dióc. de Granada (14 horas), part. jud., distrito maritimo y vicaría de Motril (3), sit. á 1 1/4 hora del Mediterráneo, en el centro de una loma y á 2,390 pies sobre el nivel del mar. Dominado al O. por la cord. llamada de Jolucar, encerrado al N. y S. por las lomas laterales, mas lejos hácia el N. por la sierra de Lujar, y al E. por la de Contraviesa y montes del Espinar, disfruta de pocas vistas y está resguardado de los vientos del E., pero no asi de los del N. y O., que llegan rechazados por los flancos de la sierra de Lujar. Su clima, aunque frio, es bastante benigno y saludable, padeciéndose fiebres agudas como enfermedad mas comun. Tiene 66 casas reducidas y sin comodidad, una calle empedrada y 7 callejones sucios y muy pendientes; un escaso manantial de buen agua á unas 150 varas al O. del pueblo, y en él un pequeño lavadero donde abrevan los ganados; una igl. (San Cayetano) ayuda de parr. de Gualchos, de una nave, edificada en 1778 á costa de un devoto en el sitio donde hasta 1769 existió la primitiva igl, arruinada despues. El teniente de Gualchos es el que celebra los divinos oficios en los dias festivos. El cementerio está tocando á las casas. El term. es el mismo de Gualchos: su terreno es en parte un compuesto calcáreo alternado á veces de grandes vetas de pizarra pura, descompuestas en la superficie, formando algunas capas fáciles al cultivo, y lo demas masas puras de cal y granito, casi desnudas de vegetacion. caminos hay dos; uno á Gualchos, de herradura en piedra viva y aun peligroso á las caballerías, y otro á Motril en igual estado, que en lo alto de la cord. de Jolucar se une al que va de dicha c. á Lujar. La correspondencia se recibe en Gualchos. prod.: vino, cebada, algun trigo, maiz, pasas, garbanzos y almendras; importándose de Gualchos y Motril lo que falta; hay algun ganado cabrío y cerdoso, perdices y conejos, y en mayor número zorras y garduñas. En los contornos del pueblo se cria espontáneamente la pila, muchas especies de tomillos y algunas otras plantas medicinales. pobl.: 69 vec., 265 alm. riqueza y contr. con Gualchos.
(Madoz, 1847, p. 639)

En 2023, la entidad singular de población tenía empadronados 44 habitantes.

## Patrimonio
Hay en el lugar una ermita de San Cayetano.